# Comuna Bașarivka, Radîvîliv
Bașarivka (în ucraineană Башарівка) este o comună în raionul Radîvîliv, regiunea Rivne, Ucraina, formată din satele Bașarivka (reședința), Pereneatîn, Prîskî și Starîkî.

## Demografie
Componența lingvistică a comunei Bașarivka
     Ucraineană (99,53%)
     Alte limbi (0,39%)
Conform recensământului din 2001, majoritatea populației comunei Bașarivka era vorbitoare de ucraineană (99,53%), existând în minoritate și vorbitori de alte limbi.